# 前当堡镇
前当堡镇，是中华人民共和国辽宁省沈阳市新民市下辖的一个乡镇级行政单位。

## 行政区划
前当堡镇下辖以下地区：
前当堡村、后当堡村、章京堡子村、大古城子村、腰岗子村、小太平庄村、大太平庄村、茨林子村、后网户屯村、前网户屯村、中古城子村和蒲河新村。